# Ayumi Morita
Ayumi Morita (jap. 森田 あゆみ, Morita Ayumi; * 11. März 1990 in Ōta) ist eine ehemalige japanische Tennisspielerin.

## Karriere
Im Einzel erreichte Morita bei vier WTA-Turnieren das Halbfinale: 2009 musste sie in Straßburg auf Sand gegen Lucie Hradecká verletzungsbedingt aufgeben, im selben Jahr verlor sie in Guangzhou auf Hartplatz gegen Alberta Brianti in zwei Sätzen, 2010 scheiterte sie in Kuala Lumpur ebenfalls auf Hartplatz an Alissa Kleibanowa und im Frühjahr 2013 unterlag sie schließlich an gleicher Stelle Karolína Plíšková in zwei glatten Sätzen. Ihr bestes Abschneiden bei einem Grand-Slam-Turnier erzielte sie mit dem Einzug ins Achtelfinale der Australian Open in den Jahren 2011 und 2013.
Im Doppel stand sie mit ihrer Landsfrau Junri Namigata auf der WTA Tour in den Endspielen von Bangkok (2007) und von Tokio (2008).
Auf dem ITF Women’s Circuit gewann sie acht Turniere im Einzel und mit wechselnden Partnerinnen drei Doppeltitel.
Morita war ab 2007 Mitglied der japanischen Fed-Cup-Mannschaft (ihre Bilanz: 23 Siege, 14 Niederlagen) und nahm 2008 an den Olympischen Spielen in Peking teil.
Morita, die 2015 nur vier Turniere bestritten hat, rutschte bis zum Jahresende auf Platz 794 der Weltrangliste ab und wurde dort zwischenzeitlich nicht mehr geführt. Im Sommer 2016 versuchte sie ein Comeback bei einem ITF-Turnier, sie gab ihr erstes Match in der Qualifikation jedoch bereits im ersten Satz beim Stande von 2:5 auf. 2017 kehrte sie auf die WTA Tour zurück, kam aber bei ihren ersten Turnieren nicht über die Qualifikation hinaus.
Am 4. August 2023 gab sie ihr Karriereende bekannt.

## Turniersiege

### Einzel
| Nr. | Datum             | Turnier         | Kategorie    | Belag             | Finalgegnerin       | Ergebnis         |
| --- | ----------------- | --------------- | ------------ | ----------------- | ------------------- | ---------------- |
| 1.  | 6. August 2006    | Obihiro-Tokachi | ITF $25.000  | Teppich           | Erika Takao         | 6:3, 4:6, 7:66   |
| 2.  | 1. Oktober 2006   | Tokio           | ITF $50.000  | Hartplatz         | Chan Yung-jan       | 3:6, 6:3, 6:4    |
| 3.  | 23. Juli 2007     | Kurume          | ITF $25.000  | Rasen             | Erika Takao         | 6:1, 3:1 Aufgabe |
| 4.  | 2. November 2008  | Tokio           | ITF $50.000  | Hartplatz         | Jarmila Gajdošová   | 6:2, 2:6, 6:3    |
| 5.  | 23. November 2008 | Kolkata         | ITF $50.000  | Hartplatz         | Elora Dabija        | 6:3, 6:1         |
| 6.  | 30. November 2008 | Toyota          | ITF $75.000  | Teppich (Halle)   | Xenija Lykina       | 6:1, 6:3         |
| 7.  | 10. Oktober 2010  | Tokio           | ITF $100.000 | Hartplatz         | Jill Craybas        | 6:3, 7:5         |
| 8.  | 6. November 2011  | Taipeh          | ITF $100.000 | Hartplatz (Halle) | Kimiko Date-Krumm   | 6:2, 6:2         |
| 9.  | 22. Mai 2022      | Monastir        | ITF W15      | Hartplatz         | Yao Xinxin          | 7:64, 7:5        |
| 10. | 29. Mai 2022      | Monastir        | ITF W15      | Hartplatz         | Milana Schabrailowa | 7:5, 6:0         |

### Doppel
| Nr. | Datum            | Turnier | Kategorie      | Belag     | Partnerin      | Finalgegnerinnen                | Ergebnis      |
| --- | ---------------- | ------- | -------------- | --------- | -------------- | ------------------------------- | ------------- |
| 1.  | 5. Mai 2007      | Gifu    | ITF $50.000    | Teppich   | Ai Sugiyama    | Kumiko Iijima Seiko Okamoto     | 6:1, 3:6, 6:0 |
| 2.  | 12. Mai 2007     | Fukuoka | ITF $50.000    | Teppich   | Akiko Yonemura | Rika Fujiwara Junri Namigata    | 6:2, 6:2      |
| 3.  | 10. Oktober 2009 | Tokio   | ITF $100.000+H | Hartplatz | Chan Yung-jan  | Kimiko Date-Krumm Rika Fujiwara | 6:2, 6:4      |